# Loni
Loni es  una ciudad y municipio situada en el distrito de Ghaziabad en el estado de Uttar Pradesh (India). Su población es de 516082 habitantes (2011). 

## Demografía
Según el censo de 2011 la población de Loni era de 516082 habitantes, de los cuales 275025 eran hombres y 241057 eran mujeres. Loni tiene una tasa media de alfabetización del 72,14%, superior a la media estatal del 67,68%: la alfabetización masculina es del 80,11%, y la alfabetización femenina del 63,03%.